# Tytthonyx coriaceipennis
Tytthonyx coriaceipennis is een keversoort uit de familie soldaatjes (Cantharidae). De wetenschappelijke naam van de soort werd in 1998 gepubliceerd door Wittmer.